# Metepenagiag
Cet article concerne la première nation micmacque. Pour les autres significations, voir Red Bank.
Metepenagiag, aussi appelée Red Bank, est une première nation micmacque du Nouveau-Brunswick (Canada). La première nation comprend les réserves de Red Bank 4, de Red Bank 7, d'Indian Point 1 et de Big Hole Tract 8 (moitié nord), toutes situées dans le comté de Northumberland, au centre de la province. Sa principale communauté est le village de Metepenagiag, ou Red Bank, située dans la réserve Red Bank 4. Metepenagiag aurait été fondé au Ier millénaire av. J.-C. Le tumulus Augustine et le site Oxbow sont deux lieux historique nationaux témoignant de l'histoire ancienne de la communauté, mise en valeur dans le parc Héritage.

## Toponyme
Metepenagiag signifie berge rouge et est une traduction du nom micmac Metdeppnnakeyaka.

## Géographie
Le village est situé dans le territoire de la réserve indienne Red Bank 4. La première nation possède aussi les réserves Red Bank 7, Indian Point 1 et Big Hole Tract 8 (moitié nord). Big Hole Tract (moitié nord) compte quelques résidences et les autres réserves sont inhabitées. Toutes ces réserves sont situées dans le 
comté de Northumberland.

### Red Bank 4
Red Bank 4 (46° 56′ 35″ N, 65° 49′ 36″ O) est situé à 30 kilomètres de route à l'ouest de Miramichi. Elle est constituée de deux parties. Celle au nord, habitée, se trouve au sud du confluent de la Petite rivière Miramichi Sud-Ouest et de la Petite rivière Miramichi Nord-Ouest, qui forment ensuite la Rivière Miramichi Nord-Ouest. Cette partie de la réserve est limitrophe de la paroisse de Northesk au nord, de la réserve Red Bank 7 au nord-est, de Sunny Corner à l'est et de la paroisse de Southesk sur les autres côtés. Elle inclut le principal village, Metepenagiag ou Red Bank. Ce dernier s'étend toutefois vers l'est dans la paroisse de Southesk. La deuxième partie de la réserve, de forme rectangulaire, est située à un kilomètre à l'ouest de Metepenagiag, le long du chemin Indian Gardens. Cette dernière partie est complètement entourée par la paroisse de Southesk. Le hameau de Garden Road, le long du chemin Indian Gardens, est en majeure partie compris dans la paroisse de Southesk mais certaines résidences sont bâties dans la partie sud de la réserve.
Un pont, emprunté par la route route 425, relie le village à Sunny Corner. Le village est aussi desservi par la route 415, qui se rend vers Renous-Quarryville, au sud, ainsi que par la route 420, qui va vers l'ouest pour rejoindre la route 108 vers Plaster Rock. Il n'y a aucun transport en commun.
Il n'y a aucun cours d'eau important ni de lacs ou de marais, excepté un ancien méandre de la Petite rivière Miramichi Sud-Ouest, situé dans le parc Héritage. L'altitude s'élève graduellement pour dépasser 100 mètres. La plupart du territoire est boisé.

### Red Bank 7
Red Bank 7 (46° 57′ 24″ N, 65° 50′ 04″ O) est situé à 30 kilomètres à l'ouest de Miramichi. Elle est constituée de deux parties. La plus à l'est, inhabitée, se trouve au confluent de la Petite rivière Miramichi Sud-Ouest et de la Petite rivière Miramichi Nord-Ouest. Cette partie de la réserve est limitrophe de la paroisse de Northesk à l'ouest et au nord, de Sunny Corner à l'est et de la réserve Red Bank 4 au sud. La seconde partie de la réserve, la plus importante, est située à l'ouest. De forme rectangulaire et inhabitée, elle est limitrophe de la paroisse de Northesk à l'est et de la paroisse de SOuthesk sur les autres côtés.
Un pont, emprunté par le chemin Back, permet d'accéder à la réserve via la route 425.
Elle comprend les îles au confluent, notamment l'île Indian, sauf l'île Mitchells, qui est comprise dans le territoire de la paroisse de Northesk. Les îles comprennent des lacs et des marais, notamment le marais Indian. Le principal cours d'eau est le ruisseau Castor, qui se jette dans la Petite rivière Miramichi Nord-Ouest. L'altitude maximale est d'environ 100 mètres. La majeure partie du territoire est couverte de forêt.

### Indian Point 1
Indian Point 1 (46° 57′ 41″ N, 65° 48′ 28″ O) est situé à 30 kilomètres à l'ouest de Miramichi et à 2 kilomètres au nord-est de Metepenagiag. De forme triangulaire, la réserve est située dans la forêt et forme une enclave dans le village de Sunny Corner. Elle est accessible par un chemin privé.

### Big Hole Tract 8 (moitié nord)
Big Hole Tract 8 (moitié nord) (47° 02′ 40″ N, 65° 49′ 51″ O) est situé à 35 kilomètres de route au nord-ouest de Miramichi. Son territoire est de forme grossièrement rectangulaire, auquel s'ajoute deux « queues de poêles » s'étendant au sud-ouest, jusqu'à la rivière rive gauche (est) de la rivière Miramichi Nord-Ouest. Cette partie du territoire comprend le hameau de Big Hole. La réserve est limitrophe de Big Hole Tract 8 (moitié sud) au sud et de la paroisse de Northesk sur les autres côtés. Cette dernière est gérée par la première nation d'Eel Ground.
La réserve est accessible par le chemin Northwest via les routes 425 ou 430 ou encore par le chemin Maple Glen via la route route 435.
Le principal cours d'eau est le Petit ruisseau Wildcat, qui se jette dans la rivière Miramichi Nord-Ouest. Le territoire est en grande partie forestier. L'altitude y dépasse 100 mètres.

## Histoire
La réserve Red Bank 4 est établie le 13 août 1783 sur un territoire de 10000 acres, plus tard réduit à 3397 (en 1904). La réserve d'Indian Point 1 est établie sur la rive opposée de Metepenagiag le 5 mars 1805 avec une superficie de 750 acres ; elle n'est pas habitée. En 1825, le territoire est touché par les Grands feux de la Miramichi, qui dévastent entre 10 000 km2 et 20 000 km2 dans le centre et le nord-est de la province et tuent en tout plus de 280 personnes,.

## Économie
Entreprise Miramichi, membre du Réseau Entreprise, a la responsabilité du développement économique.
Metepenagiag compte quelques commerces, notamment un dépanneur, un restaurant, deux gîtes, une entreprise de pêche et un photographe. Plusieurs carrières ont également été exploitées.

## Administration

### Conseil de bande
Le conseil de bande siège dans le centre communautaire, situé à l'intersection des routes 420 et 425.
| Mandat      | Fonctions   | Nom(s)                                                                |
| ----------- | ----------- | --------------------------------------------------------------------- |
| 2010 - 2012 | Chef        | Joseph Ward                                                           |
| 2010 - 2012 | Conseillers | Michael Haddad, Kenny Levi, Delbert Ward, Lawrence Ward, Norman Ward. |

|  | Indépendant | ?-2004 (mort en fonction) | Michael Augustine   |
|  | Indépendant | 2004-2010                 | Noah Augustine      |
|  | Indépendant | 2010-                     | Joseph Freeman Ward |

### Représentation et tendances politiques
Nouveau-Brunswick: La partie habitée de Red Bank 7 ainsi que Big Hole Tract 8 (moitié nord) sont compris dans la circonscription provinciale de Miramichi—Baie-du-Vin, qui est représentée à l'Assemblée législative du Nouveau-Brunswick par Bill Fraser, du Parti libéral. Il fut élu en 2006 et réélu en 2010. Le reste de Red Bank 7 ainsi que Red Bank 4 sont compris dans la circonscription provinciale de Miramichi-Sud-Ouest, qui est représentée par Jake Stewart, du Parti progressiste-conservateur. Il fut élu en 2010.
 Canada: Tout le territoire est inclus dans la circonscription électorale fédérale de Miramichi, qui est représentée à la Chambre des communes du Canada par Tilly O'Neill-Gordon, du Parti conservateur. Elle fut élue lors de la 40e élection fédérale, en 2008.

## Vivre à Metepenagiag
Le centre communautaire comprend trois institutions. L'école Metepenagiag est une école des Premières nations accueillant les élèves de la maternelle à la 6e année. Un centre de santé y est également situé, de même que le conseil de bande. Le détachement de la Gendarmerie royale du Canada le plus proche est situé à Sunny Corner. Le bureau de poste le plus proche est quant à lui situé à Red Bank, dans la paroisse de Southesk.
Les anglophones bénéficient du quotidien Telegraph-Journal, publié à Saint-Jean et de l'hebdomadaire Miramichi Leader, publié à Miramichi. Les francophones bénéficient quant à eux du quotidien L'Acadie nouvelle, publié à Caraquet, ainsi que de l'hebdomadaire L'Étoile, de Dieppe.

## Culture

### Personnalités
- John P. Tenass (1849-1928), chef, mort à Red Bank;
- Noah Augustine (1971-2010), chef et militant politique, né et mort à Red Bank.

The Red Ochre Band est un groupe de musique traditionnelle micmacque.

### Architecture et monuments
Red Bank compte le parc Héritage. Deux lieux historiques nationaux, le tumulus Augustine et le site Oxbow, sont aussi situés dans le territoire.
L'église St. Thomas the Apostle est un édifice en bois peint en blanc, comptant un clocher. Un cimetière est aménagé du côté ouest. L'église fait partie du diocèse de Saint-Jean.

### Filmographie
Le Village de Trente Siècles, 1995.